# 지성개선론

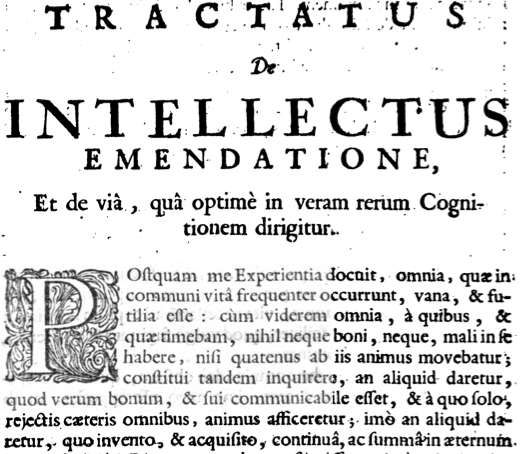

《지성개선론》(知性改善論, 라틴어: Tractatus de Intellectus Emendatione)는 네덜란드의 17세기 철학자 바뤼흐 스피노자의 유고(遺稿)로 서간(書簡)을 별도로 친다면 스피노자가 방법에 대해서 말하고 있는 유일한 것인데, 극히 짧은데다가 미완성 작품이다. 《소고(小考)》와 《에티카》의 중간기인 1662년경에 쓰여졌다.

## 개요
구성면에서 말한다면, 먼저 서론적 부분이 있어서 학문의 목적에 관해 서술하고 있다. 스피노자에 의하면 학문의 목적은 인간의 행복이며, 행복 내지 '진정한 선(善)'이란 정신과 자연의 관계를 명확히 파악하고 있는 상태, 그리고 이것을 만인(萬人)과 나누어 갖는 것이 '최고의 선'이다. 따라서 그와 같은 선의 획득은 우리들의 인식 여하에 따르게 되는 것이며, 거기서 인간의 행복이라는 목적을 위해서는, 무엇보다도 우선 지성의 힘을 음미하고 이것을 바르게 사용하는 방법을 생각해야 하므로 우선 최고의 인식 양식이 선정되고, 이어서 본제(本題)인 방법 문제로 들어간다는 절차가 취해지고 있다. 스피노자의 방법은 관념을 기초로 하여 관념 자체의 명석(明晳) 판명(判明)과 정합(整合)을 징표(徵表)로 하여 관념을 전개한다고 하는 성질을 갖는다. 즉 방법이란 "반성적 인식 또는 관념의 관념이다." 이와 같은 방법에 있어서는 관념의 진리성(眞理性)이 관념 자체에 의해서 보증되지 않으면 안 되기 때문에 거기서 스피노자는 다음에 허위의 관념, 허구(虛構)의 관념 등 진실이 아닌 관념의 특징을 들어서 이것들과 진실의 관념과의 구별을 논하고 있다. <지성개선론>은 본래, 당시 이미 상당히 구상이 진전되어 있던 <에티카>의 기하학적 질서 전체, 그리고 그 출발점이 되는 정의(定義)의 필연성을 기초로 잡기 위해서 쓰여진 것이었으므로 후에 연역적(演繹的) 체계에서의 정의의 의미와 규정 방법의 구체적 설명으로 진전되는 것이나, 개물(個物)과 전체라는 까다로운 문제에 봉착하여 의론이 혼란해져서 미완성인 채로 중단된 것이다.

## 한국어 번역
- 김은주 옮김, 《지성교정론》, 길, 2020년 3월 23일

## 같이 보기
- 17세기 철학